# Tetragoneura flexa
Tetragoneura flexa är en tvåvingeart som beskrevs av Tonnoir och Edwards 1927. Tetragoneura flexa ingår i släktet Tetragoneura och familjen svampmyggor. Inga underarter finns listade i Catalogue of Life.